# Duta foveolata
Duta foveolata är en stekelart som beskrevs av Lubomir Masner 1991. Duta foveolata ingår i släktet Duta och familjen Scelionidae. Inga underarter finns listade i Catalogue of Life.